# Znak.com
Znak.com — российское интернет-издание, основанное журналисткой Аксаной Пановой 3 декабря 2012 года. Находится в Екатеринбурге, освещает региональные и федеральные события.
В связи с ограничениями, введёнными в отношении СМИ властями РФ после вторжения России на Украину, 4 марта 2022 года редакция приостановила работу издания.

## История
Сайт был запущен журналисткой Аксаной Пановой и Дмитрием Колезевым 3 декабря 2012 года. Ранее она была вынуждена покинуть созданное ею информационное агентство «Ura.ru», против неё было возбуждено уголовное дело по обвинению в вымогательстве. В январе 2014 года она была приговорена к условному сроку на два года и запрете на работу в СМИ на этот срок (в мае запрет был снят судом), а также штрафу в 300 тысяч рублей.
В сентябре 2013 года московский корпункт Znak.com возглавила бывшая журналистка Газета.Ru Екатерина Винокурова, ещё с весны публиковавшая там статьи и колонки.
В апреле 2015 года журналистка издания Екатерина Винокурова стала одним из 300 лауреатов премии Фонда поддержки независимых региональных и местных средств массовой информации «Правда и справедливость» в 300 тысяч рублей за публикации в тематике Коррупция и расточительство властей, единственным учредителем организации является Общероссийский народный фронт. Полученные средства Винокурова пообещала направить на благотворительность — «сельскую медицину».
В октябре 2015 года Роскомнадзор вынес сайту предупреждение, обвинив его в надругательстве над российским флагом. Причиной стала иллюстрация к материалу «В сирийском Алеппо после бомбардировки демонстранты растоптали российский триколор».
В марте 2016 года журналистка Znak.com Екатерина Винокурова была выбрана ответственной за работу с органами власти в независимом профсоюзе журналистов, созданном после нападения на журналистов и правозащитников в Ингушетии.
1 сентября 2016 года 14 журналистов издания объявили о выходе из Союза журналистов России (СЖР). Причиной выражения публичного несогласия стало назначение секретарём СЖР Дениса Токарского, который ранее активно поддерживал обвинения в вымогательстве против Аксаны Пановой, а также, по мнению журналистов, занимал неподобающую позицию в конфликте «Новой газеты» и Уполномоченного по правам человека в Российской Федерации Татьяны Москальковой.
1 августа 2020 года Дмитрий Колезев покинул пост шеф-редактора Znak.com и сконцентрировался на управлении изданием It's My City, изначально созданным как «светское приложение» к «Знаку». Издание возглавила Мария Плюснина.
В марте 2022 года, после начала вторжения России на Украину и принятия в России «закона о фейках», редакция заявила, что приостанавливает работу «в связи с большим количеством ограничений, которые появились в последнее время для работы СМИ в России».

## Рубрики издания
- «Ельцин-центр»
- Авторские подкасты
- Tech (о сфере IT, гаджетах и приложениях)
- Жить с умом (новости)
- Инфотейнмент (истории в развлекательных форматах)
- Мнение
- Недвижимость

## Награды
Журналисты издания дважды получали ежемесячную журналистскую премию «Редколлегия»:
- В феврале 2018 года Игорь Пушкарев за статью «Куда их послали и почему? Как свиней отправили на убой»[15],
- В январе 2019 года Марина Малкова за статью «Взрывчатка в ТЦ, четверо убитых и молчание силовиков»[16].

## Скандалы и критика
В январе 2015 года Znak.com опубликовал материал о событиях в городе Кировск, где происходили съёмки «Левиафана». Только к концу текста упоминалось, что события происходили в 2009 году. Подобный приём вызвал обвинение со стороны журналистов в спекуляции и желании набрать количество просмотров.
В феврале 2015 года Анонимный интернационал опубликовал переписку замначальника Управления внутренней политики Администрации президента РФ Тимура Прокопенко. В одном из отчётов об «отработке» (под которой подразумевается освещение текущих событий с провластных позиций) бывшая активистка движения «Наши» Кристина Потупчик сообщает о публикации Znak.com статьи Анны Фёдоровой, вице-президента «Фонда открытой новой демократии», которым руководит сама Потупчик. По словам Потупчик, статья — «о превосходстве Единой России». Журналистка Znak.com Екатерина Винокурова также присутствует в этих переписках, согласно которым Прокопенко был её источником, также журналистка отметилась расистскими высказываниями в адрес мигрантов.
В 2017 году самарское отделение общественной организации «Национально-освободительное движение» инициировало проверку интернет-издания Znak.com на наличие иностранного финансирования.